# Russula subsect. Odoratinae
Russula subsect. Odoratinae ist eine Untersektion aus der Gattung Russula, die innerhalb der Sektion Tenellae steht.

## Merkmale
Die Untersektion enthält relativ kleine, zerbrechliche Arten mit deutlichem und angenehmen Geruch. Sie riechen meist mehr oder weniger nach zerriebenen Geranienblättern (Pelargonien) oder auch ähnlich wie der Gallentäubling, der Wechselfarbige Speitäubling oder der Ockerblätterige Zinnober-Täubling. Der Geschmack ist mehr oder weniger mild. Das Sporenpulver ist variabel gefärbt zwischen cremefarben, ocker oder gelb (II - IV nach Romagnesi). Die Täublinge gilben mehr oder weniger, aber grauen nicht.
- Die Typart ist Russula odorata, der Duftende Täubling.

### Systematik
Bon ist der einzige Systematiker, der die Untersektion Odoratinae definiert. Bei allen anderen sind die Arten der Untersektion Teil des Taxons Puellarine, das bei Romagnesi den Rang einer Sektion, ansonsten den Rang einer Untersektion hat. Weder molekulare DNA-Daten noch die Mykorrhiza-Anatomie unterstützen diese Abgrenzung, sodass die Definition des Taxons wenig sinnvoll erscheint.
| M. Bon | Romagnesi |
| ------ | --------- |
|        |           |

| Deutscher Artname                                                         | Wissenschaftlicher Artname | Autor            |
| ------------------------------------------------------------------------- | -------------------------- | ---------------- |
| Duftender Täubling, Duftender Zwergtäubling                               | Russula odorata            | Romagn. (1950)   |
| Russula pulchralis *                                                      | Russula pulchralis *       | Britzelm. (1885) |
| Pfützen-Täubling*                                                         | Russula terenopus*         | Romagn. (1952)   |
| Wandelbarer Täubling                                                      | Russula versatilis         | Romagn. (1967)   |
| Mit einem Stern (*) gekennzeichnete Arten sind nicht allgemein anerkannt. |                            |                  |